# Sémantique algébrique (informatique)
Pour les articles homonymes, voir Sémantique algébrique.
En informatique, la sémantique algébrique est une forme de sémantique axiomatique basée sur des principes algébriques pour décrire et raisonner sur la sémantique des langages de programmation de manière formelle.